# Agenzia della mobilità piemontese
L'Agenzia della mobilità piemontese (AMP) – già Agenzia per la Mobilità Metropolitana di Torino (AMT) – è un consorzio tra enti territoriali nato nel 2003. Compito dell'agenzia è quello di migliorare e ottimizzare il trasporto pubblico nell'area metropolitana di Torino. L'agenzia fa parte dell'associazione internazionale EMTA European Metropolitan Transport Authorities che rappresenta le Agenzie della Mobilità europee.

## Gli enti coinvolti
Partecipano a questo consorzio:
- la Regione Piemonte (37,5%)
- il comune di Torino (37,5%)
- la provincia di Torino (12,5%)
- 31 comuni nell'Area metropolitana (12,5%)

## L'area metropolitana
L'area metropolitana è stata definita dalla regione Piemonte con la collaborazione della provincia e della città di Torino.
Fanno parte dell'area metropolitana il comune di Torino oltre a 31 comuni della città metropolitana distanti fino a 20 km dal centro di Torino.

## Compiti
La regione Piemonte finanzia il trasporto pubblico della regione. Tra questi fondi il 45% circa è conferito all'Agenzia che vengono quindi utilizzate all'interno dell'area metropolitana.
L'agenzia ha tra i suoi compiti quello di pianificare, programmare, finanziare e controllare i seguenti servizi di trasporto pubblico ricadenti nell'area metropolitana:
- treni
- tram e metropolitana di Torino
- autobus urbani, suburbani ed extraurbani
- servizi speciali a chiamata

L'agenzia quindi gestisce i contratti di servizio con le seguenti aziende:
- Trenitalia e GTT (ferrovie)
- GTT (bus urbani e suburbani e tram)
- Consorzio GTT, SAPAV e AMC (bus extraurbani e servizi urbani di Settimo, Chieri e Moncalieri).

In particolare, per quanto riguarda le ferrovie, sono di competenza dell'agenzia i servizi effettuati lungo le seguenti linee:
- Bardonecchia/Susa-Torino
- Torino-Pinerolo-Torre Pellice
- Torino-Chivasso-Ivrea
- Rivarolo-Torino-Chieri
- Germagnano-Torino Dora

## Progetti
L'agenzia ha redatto un documento per ampliare l'attuale sistema di tariffazione integrata.
Complementare al progetto di tariffazione integrata vi è quello di organizzazione del servizio ferroviario metropolitano che entrerà in funzione al termine dei lavori del passante ferroviario di Torino.